# Михаил Вълчев
Михаил Димитров Вълчев (роден на 13 октомври 1956 г.) е бивш български футболист, нападател. Клубна легенда на Левски (София), където играе между 1981 г. и 1986 г. За Левски записва общо 177 мача и 109 гола във всички турнири. Един от най-добрите реализатори на клуба за всички времена.

## Състезателна кариера
През 1979 г. Вълчев преминава в Академик (София), който по това време участва в Южната Б група. Още в първия си сезон бележи 26 гола в 39 мача, с което помага на отбора да завърши на 1-во място и да спечели промоция за А група. Продължава със силните си изяви и през следващия сезон 1980/81, който е дебютен за него в най-високото ниво на родния футбол. Изиграва 29 мача и вкарва 12 гола в елита, а Академик финишира на престижното 4-то място.
Заради силните си изяви през лятото на 1981 г. Вълчев е привлечен в Левски (София). Бързо се утвърждава в титулярния състав на столичния гранд. В дебютния си сезон 1981/82 с екипа на Левски става голмайстор на А група с 24 попадения. По време на кампанията бележи два хеттрика срещу Академик (София) и Етър (Велико Търново), а на 30 май 1982 г. в 29-ия кръг от първенството вкарва 5 гола за победата с 5:3 над Черноморец (Бургас).
Вълчев остава в клуба общо 5 години. За този период записва 131 мача със 79 гола в А група. Във всеки един от сезоните си с Левски бележи двуцифрен брой голове в първенството. Двукратен шампион на България през 1983/84 и 1984/85, както и двукратен носител на националната купа през 1984 и 1986. На 27 април 1986 г. вкарва и двата гола във финала за купата срещу ЦСКА (София), който Левски печели с 2:1.
Има 8 мача с 3 гола в евротурнирите. Особено паметни остават изявите му срещу немския Щутгарт, който Левски елиминира в две поредни години. През есента на 1983 г. в 1-вия кръг от Купата на УЕФА столичани отстраняват Щутгарт след 1:1 в Германия и победа с 1:0 в София, като и двата гола са дело на Вълчев. В реванша на националния стадион бележи победното попадение в последната минута. През есента на 1984 г. вкарва гол в КЕШ за победата с 3:1 над шампиона на СССР Днипро.
След това играе за Локомотив (София), Рилски спортист и Докса (Драма). „Заслужил майстор на спорта“ (1980).
За А националния отбор има 14 мача и 2 гола, за младежкия национален отбор има 26 мача и 8 гола.

## Треньорска кариера
Вълчев постига най-големият успех в треньорската си кариера през пролетта на сезон 1997/98. През март 1998 г. заменя Стефан Грозданов начело на Левски (София). Извежда отбора до Купата на България, като под негово ръководство във финала „сините“ разгромяват с 5:0 ЦСКА (София). След края на сезона обаче е заменен от Вячеслав Грозни.
Бил е също треньор на Кремиковци, Левски (Долна Баня), Черноморец (Бургас), Беласица (Петрич) и Рилски спортист (Самоков).

## Успехи

### Като футболист
Левски (София)
- А група:
  -  Шампион (2): 1983/84, 1984/85

- Купа на България:
  -  Носител (2): 1983/84, 1985/86

- Купа на Съветската армия:
  -  Носител: 1983/84

### Като треньор
Левски (София)
- Купа на България:
  -  Носител: 1997/98